# Porzellanmanufactur Plaue

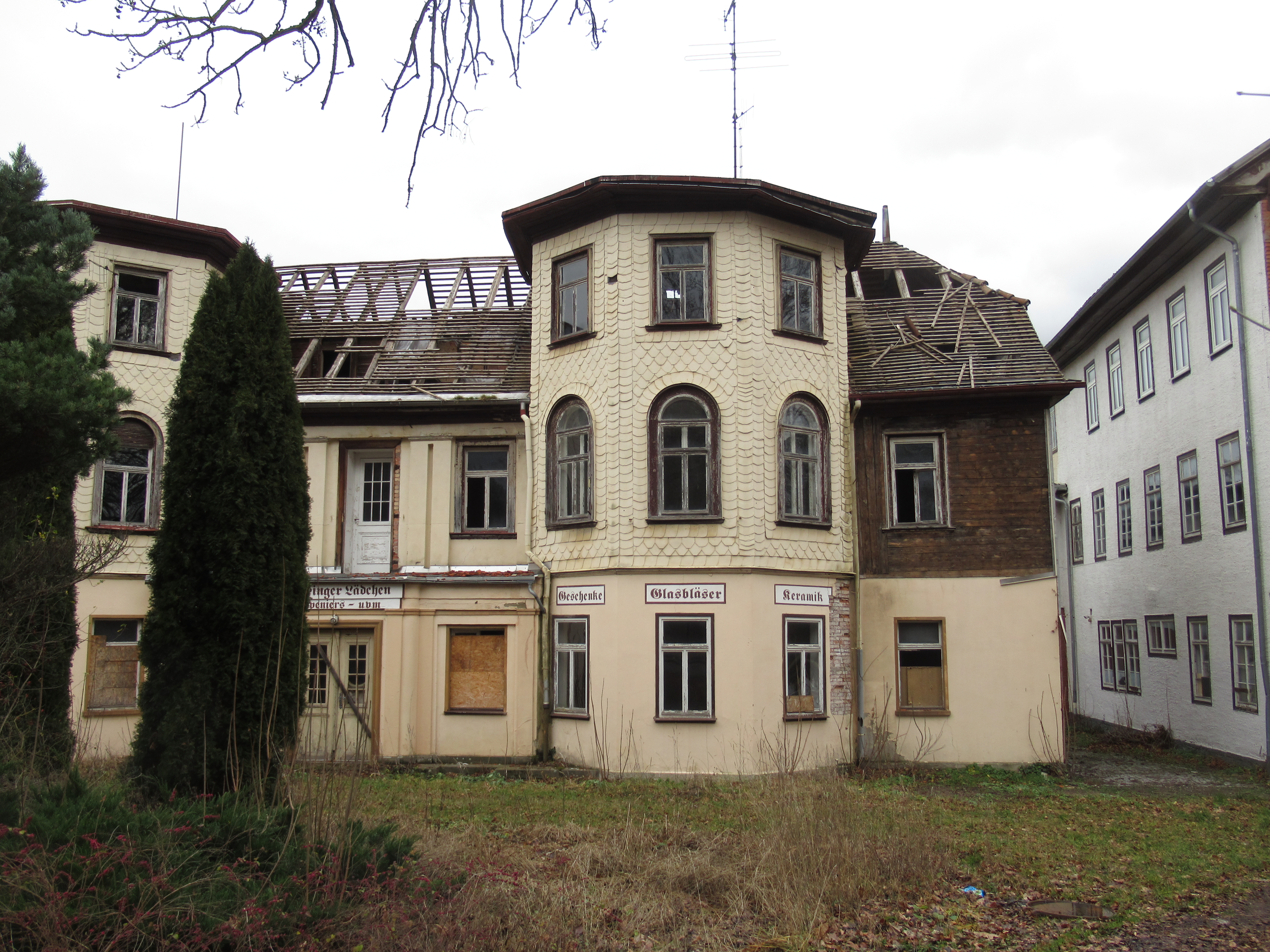
Porzellanmanufaktur Plaue (Verkaufsgebäude)

Die Porzellanmanufactur Plaue wurde im Jahr 1817 in Plaue in Thüringen gegründet.

## Geschichte
Die Gründungsidee stammt von den Gebrüdern Johann Carl Rudolph Heuäcker und Dr. Johann Ferdinand Gottlob Heuäcker, bereits 1816 und mit betrieblichen Umsetzung im Jahr 1817, der erste Brand ist bestätigt zum 11. April 1817. Bekannt wurde diese Thüringer Manufaktur dann durch ihre seit 1849 auf Anregung von Gottfried Henklein gefertigten Lithophanien, die damals in Form von Fensterbildern und Lichtschirmen und heute als Lithophanie-Leuchten gefertigt werden.
Später bestimmte die Familie Schierholz das Betriebsgeschehen und firmierte unter C. G. Schierholz & Sohn, benannt nach Gottfried Christian Schierholz (1787–1851). Ein Teil der Familie wurde sogar 1894 (schwarzb.-sonderh.) nobilitiert. Geadelt wurde ein Enkel des Vorgenannten, mit vorherigem Eintrag im Adressbuch der Millionäre, Commerzienrat Arthur sen. von Schierholz (1848–1899). Die Firma wurde auch „von Schierholz’schen Porzellanmanufactur Plaue“ genannt. Die Unternehmerfamilie richtete Ende des 19. Jahrhunderts eine Stiftung ein. 1909 war die zweite Ehefrau und Witwe Frau Kommerzienrat Helene von Schierholz, geborene Ahrenfeld(t), sowie der Sohn aus erster Ehe, Dr. Artur jun. von Schierholz als Geschäftsführer tätig. Die Schierholz führten die Firma als GmbH und 1917 stieg der Sohn aus zweiter Ehe, Rittmeister Wolfgang von Schierholz (1880–1960) ein. Die Firma wurde weiterhin „von Schierholz’schen Porzellanmanufactur Plaue“ genannt. Die Unternehmerfamilie feierte 1917 das Firmenjubiläum zum 100. Geschäftsjahr.
In den 1930er Jahren entwarf Bruno Schäfer für die Manufactur. 1948 hieß der Betrieb Wevaus-Werke Plaue, Leiter war Wolfgang von Schierholz, der mit seiner Frau Clara von Cramm (1887–1955) seit Herbst 1947 eine Bürgerrechtsbestätigung des Fürstentums Lichtenstein innehatte. Nach 1950/1951 entstand der VEB Porzellanmanufactur Plaue (PMP). Die Patente unter von Schierholz and Design liefen selbst in den USA mindestens bis 1959.
Nach der Wiedervereinigung wurde die Porzellanmanufactur Plaue 1995 von der Porzellanfabrik Tettau (einer 100%igen Tochter von Seltmann Weiden) übernommen und produziert heute noch im Gebäude der Aeltesten Volkstedter Porzellanmanufaktur in Volkstedt (Rudolstadt).
2017 beging man im Ort Plaue die 200-Jahr-Feier der Manufaktur.

## Produkte
Das Sortiment von Dosen, Schalen, Spiegeln, Leuchtern usw. ist in Liebhaber- und Sammlerkreisen hoch geschätzt. Die Herstellung erfolgt in reiner Handarbeit, wobei Echtheit der Modellierung und Bemalung von Hand nach Originalvorlage verbürgt werden. Auch fanden Entwürfe der Bildhauerin Wera von Bartels eine Umsetzung in Plaue. Schon in früheren Ausgaben des Baedeker-Reiseführers findet man Hinweise zur Manufaktur.